# Aplocera bohatschi
Aplocera bohatschi är en fjärilsart som beskrevs av Rudolf Püngeler 1914. Aplocera bohatschi ingår i släktet Aplocera och familjen mätare. Inga underarter finns listade i Catalogue of Life.